# Route nationale 335
Die Route nationale 335, kurz N 335 oder RN 335, war eine französische Nationalstraße, die von 1933 bis 1973 von Crépy-en-Valois nach Blérancourt verlief. Von 1978 bis 2006 wurde die Nummer für eine Schnellstraße südöstlich von Dunkerque verwendet, die die A16 mit der N1 verband. Diese Schnellstraße trägt heute die Nummer D935.